# 瓦倫堡科格爾山

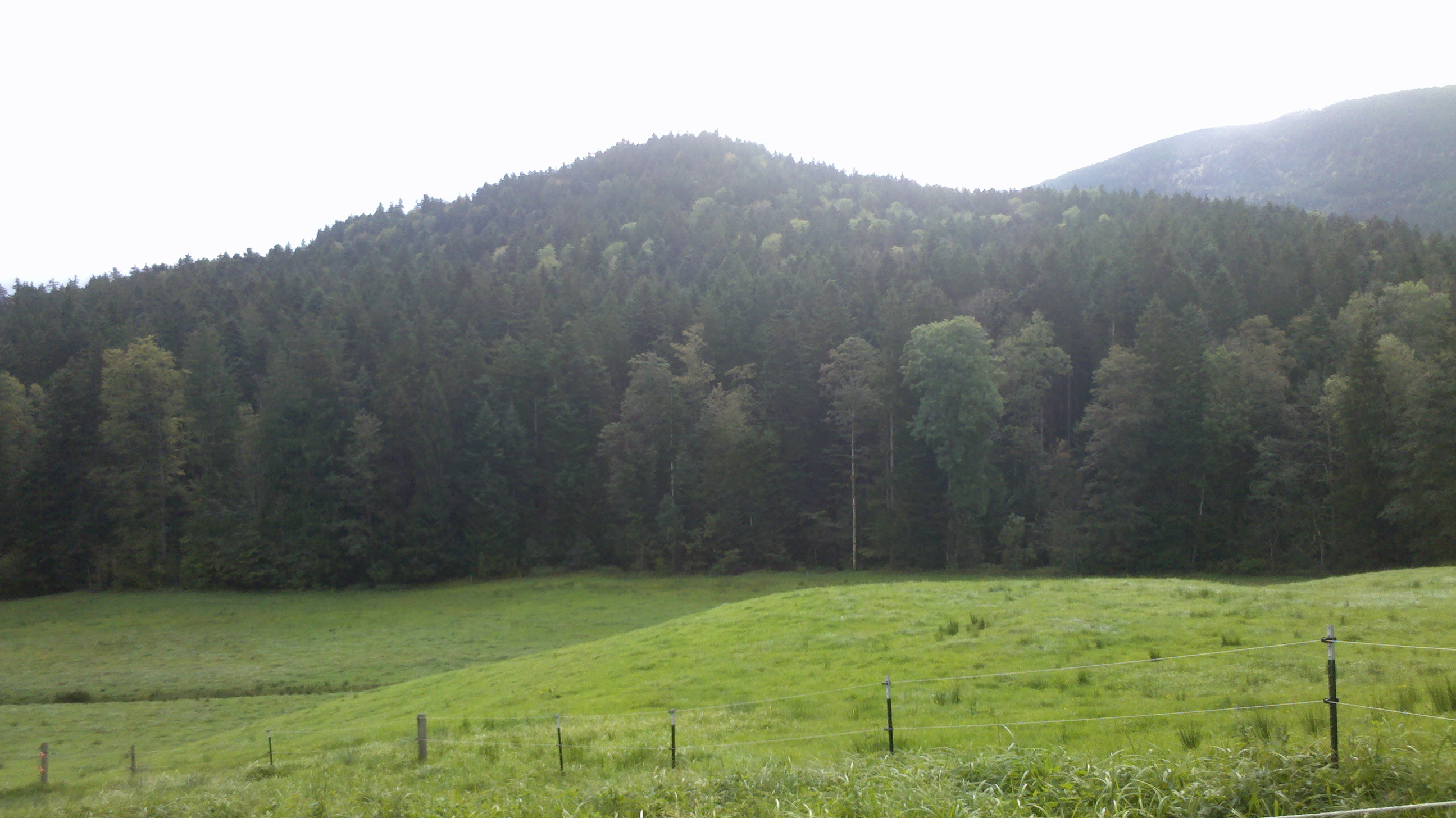

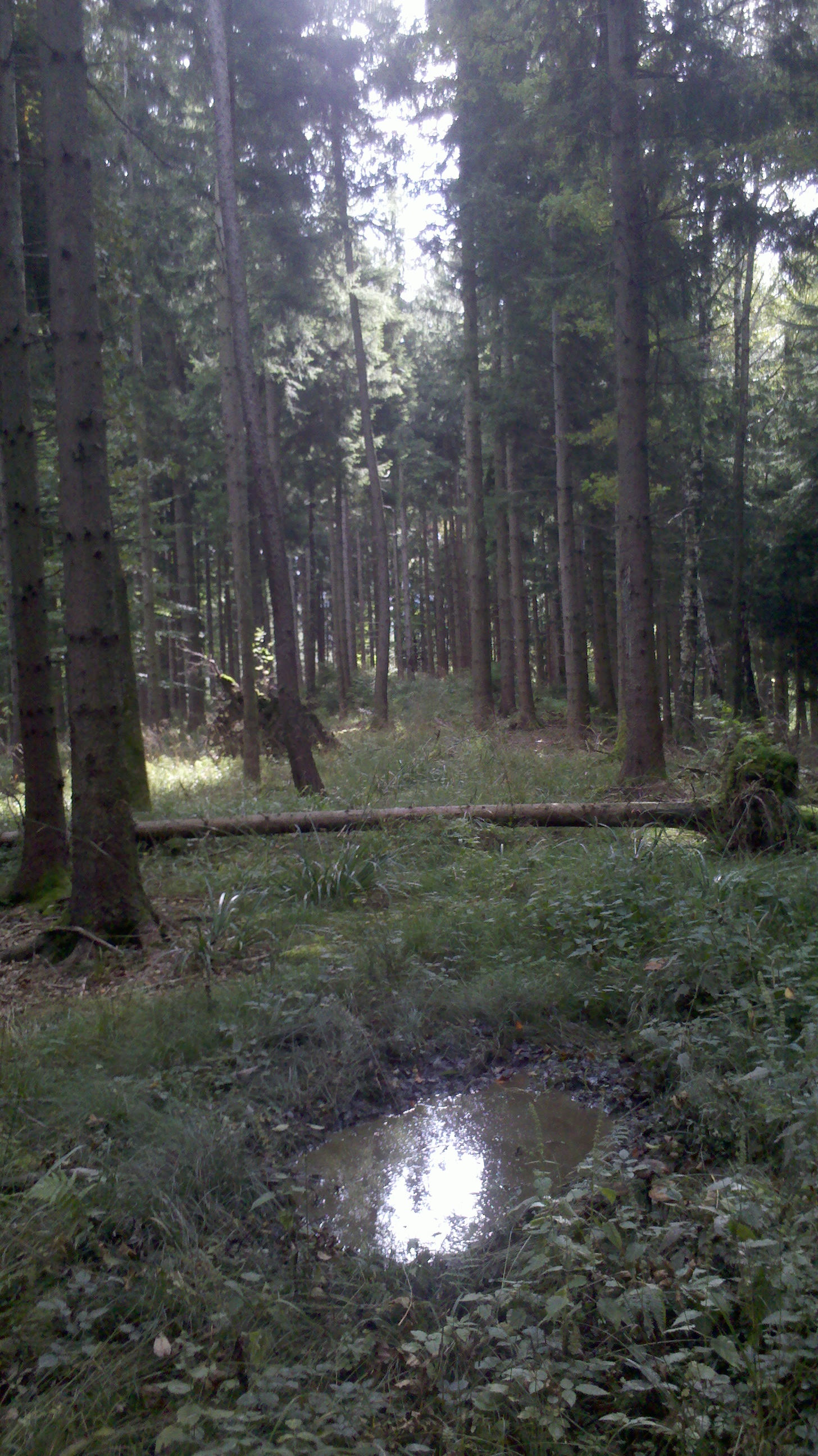

47°44′43″N 11°47′48″E / 47.745153°N 11.796699°E
瓦倫堡科格爾山（德語：Wallenburger Kogel），是德國的山峰，位於該國東南部，由巴伐利亞負責管轄，屬於巴伐利亞前阿爾卑斯山脈的一部分，距離奧爾山0.6公里，海拔高度936米。